# Hasarius mccooki
Hasarius mccooki là một loài nhện trong họ Salticidae.
Loài này thuộc chi Hasarius. Hasarius mccooki được Tord Tamerlan Teodor Thorell miêu tả năm 1892.